# Tour du Táchira 2013
La 48e édition du Tour du Táchira a eu lieu du 11 au 20 janvier 2013. La Vuelta al Táchira en bicicleta fait partie du calendrier UCI America Tour 2013 en catégorie 2.2.
Après dix jours de compétition, le Vénézuélien Yeison Delgado (Kino Táchira - Drodínica) remporte l'épreuve devant ses compatriotes José Chacón (Lotería del Táchira - Cauchos Guayana) et Carlos Gálviz (Fegaven - Pdval).
Les classements annexes sont tous remportés par les coureurs locaux. Ainsi Manuel Medina (Gobernación del Zulia) remporte le classement du meilleur grimpeur, Jhoan Páez (Gobierno de Barinas) celui des sprints, Yosvangs Rojas (Kino Táchira - Drodínica) celui par points alors que Jonathan Flores (Oscar Mendoza Capacho - Libertad) termine meilleur jeune.

## Équipes
127 coureurs sont officiellement engagés, ils sont répartis en dix-sept équipes (onze équipes vénézuéliennes et six équipes étrangères). Cependant au départ de la première étape, ils ne sont que 109 et seize équipes, la sélection cubaine ne se présentant finalement pas.
| Équipes                                                | Principaux engagés                                                            |
| ------------------------------------------------------ | ----------------------------------------------------------------------------- |
| Lotería del Táchira - Cauchos Guayana                  | Jimmy Briceño, José Chacón, José Alirio Contreras, Maky Román                 |
| Vini Fantini by Farnese (Italie)                       | Jonathan Monsalve, Michele Merlo, Cristiano Monguzzi                          |
| Gobernación del Zulia                                  | Manuel Medina, Eduin Becerra, Gusneiver Gil                                   |
| Fegaven (Federación de Ganaderos de Venezuela) - Pdval | Carlos Gálviz                                                                 |
| MMR bikes (Espagne)                                    | Jonathan González                                                             |
| Mérida - MetroSport - Antonio Pinto Salinas            | José Alarcón                                                                  |
| Global Cycling Team (Pays-Bas)                         | Koors Kers                                                                    |
| Inac Fundación Dc José Gregorio Hernández              | Roniel Campos                                                                 |
| Colombia Zero Stress (Colombie)                        | Félix Cárdenas                                                                |
| Kino Táchira - Drodínica                               | Freddy Vargas, Jonathan Camargo, Yeison Delgado, Juan Murillo, Yosvangs Rojas |
| Oscar Mendoza Capacho - Libertad                       | Jonathan Flores                                                               |
| Fundación Zuliana de Ciclismo                          | Víctor Oquendo                                                                |
| Gobierno de Barinas                                    | Wilmen Bravo, Jhoan Páez                                                      |
| PDVSA - Café Flor de Patria                            | Andris Hernández                                                              |
| Sélection Nationale du Venezuela                       | Miguel Ubeto                                                                  |
| Start-Trigon (Paraguay)                                | Gustavo Miño                                                                  |

## Récit de la course

### 11-12 janvier
Lors de la première étape, le Vénézuélien Yosvangs Rojas réussit à devancer le sprint massif, en produisant son effort à moins d'un kilomètre de l'arrivée. Les deux secondes d'avance qu'il obtient, sur le peloton, lui permettent de rester leader de la course, deux jours. La deuxième étape, également terminé par un sprint massif, gagné par l'Italien Michele Merlo, ne modifie pas la tête du classement général.

### 13-14 janvier
Le lendemain, le Criollo Juan Murillo, coéquipier de Rojas, lui subtilise la place de leader. À l'arrivée de la troisième étape, Murillo le devance d'une dizaine de secondes et d'environ une minute, le peloton. Le jour suivant, le Colombien Félix Cárdenas attaque sèchement à trois tours de l'arrivée, trois hommes le rejoignent et ils se disputent la victoire. Le Vénézuélien Maky Román est le plus rapide. Juan Murillo conserve la tête du classement général.

### 15-16 janvier
Le Vénézuélien Gusneiver Gil remporte la cinquième étape, montagneuse, se terminant par l'ascension vers La Grita. Avec plus de quatre minutes d'avance, il mène à bien une longue échappée. Deuxième de l'étape, son coéquipier et compatriote Eduin Becerra s'empare du maillot de leader. Yeison Delgado, futur vainqueur de l'épreuve ne figure, à ce moment-là, qu'à la neuvième place du général, à 1 min 55 s de Becerra. Le lendemain, Yosvangs Rojas remporte sa seconde victoire d'étape et voit Becerra conserver la tête du classement général. Rojas précède d'une seconde un petit groupe de favoris, où neuf des dix premiers au classement provisoire avaient pris place. Une chute, peu après le départ, met à terre cinq coureurs dont le Caraqueño Miguel Ubeto, relevé avec une fracture de la clavicule.

### 17 janvier
Sur un parcours de moyenne montagne, un quatuor prend près de deux minutes d'avance sur Eduin Becerra. Celui-ci est ainsi détrôné et Juan Murillo reprend son bien, avec un avantage de quasiment une minute sur le vainqueur du jour, et coéquipier, Yeison Delgado. Le Vénézuélien Manuel Medina perd plus de trois minutes et toute chance de victoire, sur une crevaison dans les derniers kilomètres. Tandis que Félix Cárdenas met pied à terre, insuffisamment préparé pour affronter les difficultés de l'épreuve.

### 18-20 janvier
Yeison Delgado prend la tête de la course lors de la huitième étape. Alors que le triple vainqueur de la Vuelta al Táchira, Manuel Medina remporte l'étape, devançant son compatriote José Chacón de dix secondes et Delgado de vingt-cinq. Murillo perd plus de trois minutes et la tête du classement. Les coureurs ont terminé la course un à un dans une fin d'étape particulièrement escarpé. Le lendemain, Delgado conforte son avance. Tandis que Medina s'octroie une deuxième victoire en deux jours. Medina et Delgado réussissent une échappée dans les derniers kilomètres de l'étape, en ascension. José Chacón, deuxième à neuf secondes, la veille, reste son dauphin, mais désormais à cinquante et une secondes. La victoire, le dernier jour, de l'Italien Cristiano Monguzzi ne modifie en rien le classement général final et le sacre de Yeison Delgado.

## Les étapes
| Étape     | Date       | Villes étapes                         | km    | Typologie         | Vainqueur d'étape  | Leader du classement général |
| --------- | ---------- | ------------------------------------- | ----- | ----------------- | ------------------ | ---------------------------- |
| 1re étape | 11 janvier | Barinas - Barinitas                   | 137   | Étape de plaine   | Yosvangs Rojas     | Yosvangs Rojas               |
| 2e étape  | 12 janvier | Socopó - San Rafael del Piñal         | 168,7 | Étape de plaine   | Michele Merlo      | Yosvangs Rojas               |
| 3e étape  | 13 janvier | Circuit dans San Cristóbal            | 115,2 | Étape de plaine   | Juan Murillo       | Juan Murillo                 |
| 4e étape  | 14 janvier | Bramón - Rubio                        | 97,3  | Étape de plaine   | Maky Román         | Juan Murillo                 |
| 5e étape  | 15 janvier | Michelena - La Grita                  | 133,5 | Étape de montagne | Gusneiver Gil      | Eduin Becerra                |
| 6e étape  | 16 janvier | Las Mesas - San Juan de Colón         | 142,7 | Étape accidentée  | Yosvangs Rojas     | Eduin Becerra                |
| 7e étape  | 17 janvier | Coloncito - San Antonio del Táchira   | 117,4 | Étape accidentée  | Yeison Delgado     | Juan Murillo                 |
| 8e étape  | 18 janvier | Ureña - San Felipe                    | 126,8 | Étape de montagne | Manuel Medina      | Yeison Delgado               |
| 9e étape  | 19 janvier | Circuit dans Táriba                   | 114,2 | Étape de montagne | Manuel Medina      | Yeison Delgado               |
| 10e étape | 20 janvier | Santa Ana del Táchira - San Cristóbal | 107,1 | Étape accidentée  | Cristiano Monguzzi | Yeison Delgado               |

## Classement général
66 coureurs terminent l'épreuve.
| Pos. | Coureur               | Nationalité | Équipe                                      | Temps            |
| ---- | --------------------- | ----------- | ------------------------------------------- | ---------------- |
| 1    | Yeison Delgado        | Venezuela   | Kino Táchira - Drodínica                    | 31 h 30 min 47 s |
| 2    | José Chacón           | Venezuela   | Lotería del Táchira - Cauchos Guayana       | +51 s            |
| 3    | Carlos Gálviz         | Venezuela   | Fegaven - Pdval                             | +1 min 27 s      |
| 4    | Manuel Medina         | Venezuela   | Gobernación del Zulia                       | +2 min 35 s      |
| 5    | Eduin Becerra         | Venezuela   | Gobernación del Zulia                       | +2 min 38 s      |
| 6    | Juan Murillo          | Venezuela   | Kino Táchira - Drodínica                    | +2 min 46 s      |
| 7    | José Alarcón          | Venezuela   | Mérida - MetroSport - Antonio Pinto Salinas | +4 min 23 s      |
| 8    | Jonathan Camargo      | Venezuela   | Kino Táchira - Drodínica                    | +4 min 30 s      |
| 9    | Yosvangs Rojas        | Venezuela   | Kino Táchira - Drodínica                    | +5 min 10 s      |
| 10   | José Alirio Contreras | Venezuela   | Lotería del Táchira - Cauchos Guayana       | +5 min 35 s      |